# 浜口哲夫
浜口 哲夫（はまぐち てつお、1944年9月1日 - ）は、日本のプロデューサー。元フジテレビスポーツ局長、日本レースプロモーション社長、デジタル放送推進協会常務理事。2020年10月現在、株式会社にっぽん市取締役社長。

## 来歴
1944年、京都府舞鶴市で浜口家の長男として誕生。父・浜口玄吉は和歌山県那智勝浦町出身、元海軍少佐で終戦後は海上自衛隊の創設に参加、海上自衛隊海将・舞鶴地方総監を務めた。母・浜口俊（とし）は和歌山県新宮市出身、熊野三山の熊野速玉大社宮司・上野殖の長女。
幼少時は父の転勤に従って住居を転々とし、小学校の転校が7回に及んだ。1955年より東京在住。武蔵野市立第二中学校、東京都立日比谷高等学校を経て、東京大学文学部西洋史学科を卒業。日比谷高校の同級生に町村信孝元衆院議長や外交官の東郷和彦、東大の同級生に歌手の加藤登紀子などがいる。

### 1968〜1987年 バラエティ期
1968年フジテレビ入社。同期入社に、ニッポン放送会長の重村一、クオラス会長の須賀勝彌、プロデューサーの疋田拓、アナウンサーの逸見政孝らがいる。報道局勤務を志望していたが、編成局制作室第2演出部（バラエティ番組制作）に配属される。
入社直後より、「スター千一夜」「ズバリ!当てましょう」「コント55号の世界は笑う」「お昼のゴールデンショー」などフジの数々のバラエティ番組のADを務める。「芸能人オールスター夢の球宴」「芸能人オールスターゴルフ大会」などを企画・実現させて、入社4年目にはPD（プログラムディレクター）を任されるようになり、その後20年にわたってバラエティ番組やイベントの演出・制作に従事した。
浜口の代表作と自他共に認めるのが「オールスター家族対抗歌合戦」である。萩本欽一を司会に起用して1972年に始まった番組で、浜口は当初AD、1975年から1986年の番組終了まではディレクター兼プロデューサーとして、全699回の制作を手がけた。同番組は視聴率激戦帯の日曜夜8時で足かけ15年の長寿番組となり、699回の総平均視聴率17.4%を記録した。
数々のバラエティ番組を制作するほか、イベント制作では、フジサンケイグループ鹿内春雄議長就任パーティー、「夢工場」の記者発表、大相撲海外公演（1985年ニューヨーク・1986年パリ）の演出・進行などを手がけた。

### 1987〜2003年 スポーツ期
1987年、スポーツ局へ異動。人気番組「プロ野球ニュース」改革の任を負い、同番組の編集長に就任。看板キャスターだった佐々木信也の交代、スポーツ専用スタジオの開設、局アナウンサーの活用、女性キャスターや女性記者の起用など多彩な施策で、多様化するスポーツ界・スポーツファンに即応する「プロ野球ニュース」第2世代への構造改革を推し進めた。やがて「もはやスポーツはプロ野球だけの時代ではない」という浜口の認識から、「プロ野球ニュース」は25年続いた看板を下ろし、2001年より「すぽると!」に移行する。
一方、浜口はテレビの「黄金ソフト」であったプロ野球の巨人戦中継・オールスターゲーム・日本シリーズの放送権を獲得・維持するために、各球団やプロ野球機構との渉外業務を担当した。1991年〜1992年には横浜大洋ホエールズの球団経営改革プロジェクトに参加。横浜ベイスターズ誕生以来、1998年のリーグ優勝・日本シリーズ優勝まで、中部慶次郎オーナーや大堀隆社長と親交を結んで球団改革に協力した。
1991年、当時「F1グランプリ」の全レース独占放送を続けていたフジテレビは、スポーツ局内に｢モータースポーツ事務局｣を新設、浜口が初代事務局長に就任する。1994年、「日本のモータースポーツの育成・確立」を目指す中嶋悟、鈴鹿サーキットランド、フジテレビの協力体制のもと、モータースポーツ振興を目的とした新プロジェクトが始まり、1995年に日本レースプロモーション(JRP)が発足。1996年から日本最高峰のフォーミュラカーレース「フォーミュラ・ニッポン」を運営するに至った。浜口はこの一連の動きをリードし、1999年から2001年まで日本レースプロモーションの代表取締役社長を務めた。
2001年6月、スポーツ局長に就任。2002年には日韓共同開催のワールドカップサッカーでフジテレビは日本VSロシアの中継放送権を獲得、視聴率は66.1％を記録した。
浜口がスポーツ局に在任した1990年代は、スポーツの多様化・国際化が進み、数多くのスポーツがテレビ放送のコンテンツとしての存在価値を高め、テレビ局のスポーツ局が活気に満ち溢れた時代であった。浜口は、プロ野球、モータースポーツ、格闘技、バレーボール、陸上競技、サッカー、アイススケート、柔道、大相撲、ゴルフ、競馬など、数多のスポーツに関わり、スポーツ団体やスポーツ選手との交流を深めた。

### 2003〜2013年 地デジ化期
2003年、社団法人デジタル放送推進協会（D-pa）に出向、理事・総務部長に就任。総務省、NHK、民放各局、家電メーカー各社の協力体制のもと、テレビ放送の完全デジタル化に向けた諸課題の解決にあたった。2009年からは間部耕苹理事長の下で常務理事・普及促進担当となり、完全デジタル移行の周知広報と受信機の買い替え促進の責任者を務める。地デジ推進大使、キャンペーンキャラクター草彅剛、全国キャラバン、地デジカ、地デジ音頭、地デジ化応援隊、声かけ街宣、山手線地デジ化トレインなどの諸策を立案・実施した。中でも、2003年12月1日の「地上デジタル放送開始記念式典」、2010年7月24日の「日本全国地デジカ大作戦銀座大パレード」、2012年2月29日の「福島･仙台･盛岡縦断アナログ放送終了1ヶ月前の集い」は特筆すべき大イベントであった。
2011年7月14日、地上アナログ放送は穏便に停波された。同年3月11日に起こった東日本大震災の影響に鑑みて延期された岩手県・宮城県・福島県のデジタル化は、翌2012年3月31日に完了した。

### 2013年〜現在
2013年、D-pa退任、フジテレビ専任顧問。2014年、J:COM 東京顧問。2016年、制作プロダクション「株式会社にっぽん市」を設立、取締役社長に就任。J:COMコミュニティチャンネル「長っと散歩」、BSフジの「復活!オールスター家族対抗歌合戦」などは「株式会社にっぽん市」が受託制作している。2017年、J:COM 東京退任。2020年、フジテレビ専任顧問退任。

## 人物・エピソード
- 強面の風貌とは裏腹に酒が飲めず、涙もろい。
- 三味線は名取（杵屋長八郎）の腕前で、伝統芸能に造詣が深い。
- フジ入社直後から敏腕プロデューサー・常田久仁子の薫陶を受け、コント55号デビュー直後の萩本欽一に感化されて、テレビ番組制作者としての礎を築いた。「常田・萩本は大恩人」と語る。
- 芳野薫のペンネームで作詞活動を行う。北島三郎「愛の道」「地デジで元気！音頭」、ヒデとロザンナ「愛のハーモニー」、若原一郎・大空眞弓「愛してるかい」などを作詞した。
- 「オールスター家族対抗歌合戦」の出演者とは家族ぐるみの付き合いが多く、歌手の出門英や若原一郎などは、浜口の留守中にも浜口家に上がり込んでいたという。
- 改変後の「プロ野球ニュース」でサブキャスターを務めた須田珠理は、浜口がゴルフ場でたまたま見かけてその場でスカウトした。
- 地上デジタル放送普及促進キャンペーンのメインキャラクターを務めていた草彅剛が飲酒で騒動を起こした際には、草彅の降板を求める声を食い止めて、謹慎後3カ月で復帰させた。この計らいに感謝した草彅は、復帰後地デジ化の完遂まで無報酬でメインキャラクターを務めあげた。
- 1994年から2016年まで、「押阪忍のトークアカデミー」の特別講師を務める。
- 2008年より2013年まで、立教大学でメディア社会学科兼任講師としてエンターテイメント論の講義を行う。
- 2015年9月より2016年3月まで、多摩六都フェア「映像制作(ドキュメンタリー)ワークショップ」の講師を務める。

## 担当番組

### フジテレビ
- スター千一夜
- ズバリ!当てましょう
- コント55号の世界は笑う
- 芸能人オールスター夢の球宴
- 芸能人オールスターゴルフ大会
- 1972-1986年オールスター家族対抗歌合戦
- オールスターびっくり新年会
- 3年6組ママは授業中
- 正義の味方株式会社
- 1977年FNS歌謡祭
- 1985 FNS歌謡祭
- 1985年大相撲ニューヨーク公演
- 1986年大相撲パリ公演
- プロ野球ニュース
- F1グランプリ
- すぽると!
- 2016-2019年オールスター家族対抗歌合戦（BSフジ）

### J:COM
- 本條秀太郎のJ:COMシャミ専科
- 長っと散歩